# Franz Passow
Pour les articles homonymes, voir Passow.
Franz Passow est un philologue allemand né à Ludwigslust (duché de Mecklembourg-Schwerin) le 20 septembre 1786 et mort le 11 mars 1833.

## Biographie
Après avoir étudié la philosophie à l’université de Leipzig, sous la direction d’Hermann, il devint successivement professeur au gymnase de Weimar (1807) et directeur du Conradinum (de) de Jenkau, près de Dantzig (1810). En 1814, Passow suivit les cours de Wolf à Berlin et fut nommé, en 1815, professeur de littérature ancienne à l’université de Breslau, où il eut, en outre, la direction du séminaire rétabli la même année.
S’il ne sut pas, en philosophie, atteindre à la même hauteur d’appréciation et de critique que son maître Wolf, il s’est du moins fait une place des plus honorables par des travaux d’une valeur réelle.
On cite surtout son Dictionnaire manuel de la langue grecque, dont la première édition (Leipzig, 1S19-1824, 2 vol.) parut comme une nouvelle refonte du Vocabulaire grec-allemand de Schneider, mais dont la quatrième, publiée sous son nom (Leipzig, 1831, 2 vol. in-4°), est réellement un travail original.

## Œuvres
On a encore de lui : Meletemata critica de Eschyli Persis (Breslau, 1808, in-4°) ; Du but, de la disposition et de la perfection des dictionnaires grecs (Berlin, 1812) ; Tableau de la littérature grecque et romaine (Berlin, 1815) ; Principes de littérature et d’histoire artistique grecque et romaine (Berlin, 1829).
Il a, de plus, donné des éditions fort estimées d’ouvrages grecs et latins, parmi lesquelles nous citerons celles des Baisers de Jean Second (1807), de Perse (1809), de Musseus (1810), de Longus (1811), de la Germanie de Tacite (1817), de Parthenius et de Xénophon d’Éphèse (1824-1833, 2 vol.), de Denys Périégète (1825), de la Paraphrase de Nonnus (1834), etc.
Enfin, il avait édité avec Jachmann les Archives de l’éducation nationale allemande (1818, 4 livr.), et avec Schneider le Muséum criticum Vratislaviense (Breslau, 1820), Bach a publié ses Opuscula academica (1S35).
Ses Écrits divers ont été publiés par son fils, Guillaume-Arthur Passow, né à Jenkau en 1814, mort en 1864, et qui s’est lui-même acquis une réputation distinguée par différents travaux d'esthétique et d’histoire littéraire. Il avait été successivement professeur au gymnase de Meiningen et directeur des gymnases de Ratibor et de Thorn.